# جوزيبي جيبيليسكو
جوزيبي جيبيليسكو (بالإيطالية: Giuseppe Gibilisco)‏ مواليد 5 يناير 1979 في صقلية، إيطاليا، هو لاعب قفز بالزانة إيطالي. أفضل رقم شخصي له هو 5.90 م. شارك في دورة الألعاب الأولمبية وحصل على الميدالية البرونزية. فاز بالميدالية الذهبية في بطولة العالم لألعاب القوى.

## الميداليات
| الميدالية | المسابقة                        |
| --------- | ------------------------------- |
| برونزية   | الألعاب الأولمبية الصيفية 2004  |
| ذهبية     | بطولة العالم لألعاب القوى 2003  |
| ذهبية     | ألعاب البحر الأبيض المتوسط 2013 |
| فضية      | ألعاب البحر الأبيض المتوسط 2001 |

## روابط خارجية
- جوزيبي جيبيليسكو على موقع الاتحاد الدولي لألعاب القوى (الإنجليزية)
- جوزيبي جيبيليسكو على موقع الاتحاد الإيطالي لألعاب القوى (الإيطالية)
- جوزيبي جيبيليسكو على موقع الدوري الماسي (الإنجليزية)
- جوزيبي جيبيليسكو على موقع IBSF (الإنجليزية)
- جوزيبي جيبيليسكو على موقع اللجنة الأولمبية الدولية (الإنجليزية)
- جوزيبي جيبيليسكو على موقع أوليمبيديا (الإنجليزية)
- جوزيبي جيبيليسكو على موقع اللجنة الأولمبية الإيطالية (الإيطالية)